# Robin Kahnmeyer
Robin Kahnmeyer (* 6. August 1975 in Berlin) ist ein deutscher Synchronsprecher und Synchronregisseur.

## Werdegang
Kahnmeyer kam im Alter von zehn Jahren über den Synchronsprecher Thomas Danneberg, einem Freund der Familie, zum Synchronsprechen. Neben verschiedenen Anime-Rollen ist er die deutsche Stamm-Stimme für Justin Timberlake (unter anderem Edison, Alpha Dog – Tödliche Freundschaften) und leiht auch in den nach Star Wars (Ep. 2 und 3) gedrehten Filmen Hayden Christensen seine Stimme (zum Beispiel in Jumper). Zudem ist Kahnmeyer seit einiger Zeit als Autor und Synchronregisseur tätig, so leitete er in den letzten Jahren vermehrt die Aufnahmen diverser Star-Wars- und Marvel-Projekte.

## Sprechrollen (Auswahl)
Dominic Cooper
- 2008: Die Herzogin als Charles Grey
- 2011: My Week with Marilyn als Milton Greene
- 2012: Abraham Lincoln Vampirjäger als Henry Sturges
- 2013: Sommer im Februar als AJ Munnings
- 2014: Reasonable Doubt als Mitch Brockden
- 2014: Need for Speed als Dino Brewster
- 2015: Im Himmel trägt man hohe Schuhe als Kit
- 2016: Warcraft: The Beginning als Llane Wrynn
- 2022: The Princess als Julius

Hayden Christensen
- 2005: Higher Ground (Fernsehserie, 22 Folgen) als Scott Barringer
- 2006: Factory Girl als Billy Quinn
- 2007: Awake als Clay Beresford
- 2008: Jumper als David Rice
- 2009: Shattered Glass als Stephen Glass
- 2009: New York, I Love You als Ben
- 2014: American Heist als James Kelly
- 2017: First Kill als Will
- 2018: Ein Rezept für die Liebe als Leo Campoli

Joseph Gordon-Levitt
- 2008: Buffalo Soldiers ’44 – Das Wunder von St. Anna als Tim Boyle
- 2010: Inception als Arthur
- 2012: The Dark Knight Rises als John Blake / Robin
- 2012: Looper als Joe
- 2012: Premium Rush als Wilee
- 2013: Don Jon als Jon
- 2014: Sin City 2: A Dame to Kill For als Johnny
- 2015: Die Highligen Drei Könige als Ethan
- 2015: The Walk als Philippe Petit
- 2016: Snowden als Edward Snowden
- 2016: The Muppets (Fernsehserie, Folge 1x09)
- 2019: 7500 als Tobias Ellis
- 2020: Project Power als Frank
- 2020: The Trial of the Chicago 7 als Richard Schultz
- seit 2021: Mr. Corman (Fernsehserie, 10 Episoden) als Josh Corman
- 2022: Super Pumped: Der Kampf um Uber (Fernsehserie, 7 Episoden) als Travis Kalanick
- 2023: Flora and Son als Jeff
- seit 2023: Poker Face (Fernsehserie, Episode 1x09)
- 2024: Beverly Hills Cop: Axel F als Det. Bobby Abbott

Justin Timberlake
- 2005: Edison als Josh Pollack
- 2006: Alpha Dog – Tödliche Freundschaften als Frankie Ballenbacher
- 2006: Southland Tales als Priv. Pilot Abilene
- 2006: Black Snake Moan als Ronnie
- 2007: Shrek der Dritte als Artie
- 2008: Der Love Guru als Jacques Grande
- 2010: Yogi Bär als Boo Boo
- 2010: The Social Network als Sean Parker
- 2011: Bad Teacher als Scott Delacorte
- 2011: Freunde mit gewissen Vorzügen als Dylan Harper
- 2011: In Time – Deine Zeit läuft ab als Will Salas
- 2012: Back in the Game als Johnny
- 2013: Runner Runner als Richie Furst
- 2013: Inside Llewyn Davis als Jim
- 2016: Popstar: Never Stop Never Stopping als Tyrus Quash
- 2017: Wonder Wheel als Mickey
- 2021: Palmer als Eddie Palmer
- 2022: Candy: Tod in Texas (Miniserie[2], 2 Episoden) als Deputy Steve „Diffy“ Deffibaugh
- 2023: Reptile als Will Grady

James Marsden
- 2007: Hairspray als Corny Collins
- 2010: Sterben will gelernt sein als Oscar
- 2011: Hop – Osterhase oder Superstar? als Fred O’Hare
- 2012: Die Hochzeit unserer dicksten Freundin als Trevor
- 2013: 2 Guns als Quince
- 2013: Anchorman – Die Legende kehrt zurück als Jack Lime
- 2014: Red Machine – Hunt or Be Hunted als Rowan Moore
- 2014: Willkommen bei Alice als Rich Ruskin
- 2014: X-Men: Zukunft ist Vergangenheit als Scott Summers
- 2015: Big Business – Außer Spesen nichts gewesen als Jim Spinch
- 2015: Liebe ohne Krankenschein als Scott
- 2020: Sonic the Hedgehog als Tom Wachowski
- 2022: Sonic the Hedgehog 2 als Tom Wachowski
- 2024: Sonic the Hedgehog 3 als Tom Wachowski

### Filme
- 1991: Ranma ½ – Big Trouble in Nekonron, China – Kaneto Shiozawa als Kirin
- 1996: X – The Movie – Toshihiko Seki als Shôgo Asagi
- 2000: Nur noch 60 Sekunden – James Duval als Freb
- 2001: Saiyuki – Requiem – Hiroaki Hirata als Sha Gojyou
- 2001: Pearl Harbor – Matthew Davis als Joe
- 2002: Alle lieben Lucy – Gael García Bernal als Gabriel
- 2005: xxxHOLiC – Ein Sommernachtstraum – Jun Fukuyama als Kimihiro Watanuki
- 2006: Beim ersten Mal – Adam Scott als Samuel
- 2006: Das Omen – Reggie Austin als Tom Portman
- 2007: Die Simpsons – Der Film – Michael Pritchard als Mike Dirnt – Green Day
- 2007: Das Beste kommt zum Schluss – Jonathan Mangum als Richard
- 2008: House Bunny – Owen Benjamin als Marvin
- 2008: Nie wieder Sex mit der Ex – Bill Hader als Brian Bretter
- 2008: James Bond 007: Ein Quantum Trost – Rufus Wright als Agent des Schatzamts
- 2008: Major Movie Star – Ryan Sypek als Sergeant Mills Evans
- 2008: Der Junge im gestreiften Pyjama – Rupert Friend als SS-Obersturmführer Kurt Kotler
- 2009: (Traum)Job gesucht – Demetri Martin als TV-Werbeproduzent
- 2010: Einfach zu haben – Penn Badgley als Woodchuck Todd
- 2010: Das A-Team – Der Film – Sharlto Copley als Murdock
- 2011: Der große Crash – Margin Call – Penn Badgley als Seth Bregman
- 2011: 5 Days of War – Rupert Friend als Thomas Anders
- 2013: Wolkig mit Aussicht auf Fleischbällchen 2 – Bill Hader als Flint Lockwood
- 2013: 2 Guns – James Marsden als Harold Quince
- 2013: Die Eiskönigin – Völlig unverfroren – Santino Fontana als Hans [Dialog]
- 2013: Detektiv Conan: Detektiv auf hoher See – Ryo Horikawa als Heiji Hattori
- 2013: Battle of the Year – Chris Brown als Rooster
- 2013: Taffe Mädels – Zach Woods als Sanitäter
- 2013: Dragon Ball Z: Kampf der Götter – Masako Nozawa als Son-Gohan
- 2014: Hüter der Erinnerung – The Giver – Alexander Skarsgård als Vater
- 2015: Digimon Adventure tri. – Chapter 1: Reunion – Yoshimasa Hosoya als Yamato „Matt“ Ishida
- 2015: Dragon Ball Z: Resurrection ‚F‘ – Masako Nozawa als Son-Gohan
- 2015: Spy – Susan Cooper Undercover – Zach Woods als Mann mit lila Fliege
- 2016: Yu–Gi–Oh! – The Dark Side of Dimensions – Hiroki Takahashi als Joey Wheeler
- 2018: Psych: The Movie – James Roday als Shawn Spencer
- 2020: Psych 2: Lassie Come Home – James Roday als Shawn Spencer
- 2022: Dragon Ball Super: Super Hero – Masako Nozawa als Son-Gohan

### Serien
- 1989–1996: Dragon Ball Z – Masako Nozawa als Son–Gohan (Erwachsen)
- 1995: Golden Boy – Tatsuya Egawa als Tatsuya Egawa
- 1995–1996: Neon Genesis Evangelion – Akira Ishida als Kaworu Nagisa
- 1997: REIDEEN: The Superior – Shigeru Shibuya als Ace Haneda
- 1997–2001: Disneys Große Pause als Erwin Lawson
- 1998: Der Planet der Dinosaurier als Boss
- 2000: Love Hina – Hiroyuki Yoshino als Masayuki Haitani
- 2000–2004: Yu-Gi-Oh! als Joey Wheeler
- 2000–2001: Digimon 02 als Yamato „Matt“ Ishida
- 2001: MegaMan NT Warrior – Cathy Weseluck als Kid Grave
- 2001: X – Die Serie – Mitsuaki Madono als Sorata Arisugawa
- 2001: Outriders – Abenteuer Australien – Oliver Ackland als Vince Frasca
- 2001–2002: Captain Tsubasa – Super Kickers 2006 – Ken’ichi Suzumura als Genzo Wakabayashi
- 2001–2002: The Tribe – Dwayne Cameron als Bray
- 2001–2003: Crush Gear Turbo als Jirou Oriza
- 2002: Dr. Slump als chin. Junge
- 2002: Hamtaro als Juppidu
- 2002–2005: Yukikaze – Jouji Nakata als James „Jack“ Bukhar
- 2003: Cowboy Bebop als Lin
- 2003: Peace Maker Kurogane – Yuuji Ueda als Tatsunosuke Ichimura
- 2003: Die Liga der Gerechten – Tom Everett Scott als Booster Gold
- 2003–2006: Xiaolin Showdown – Jeff Bennett als Clay Bailey
- 2003–2010: Teenage Mutant Ninja Turtles – Sam Riegel als Donatello
- 2004: Das Bildnis der Petit Cossette als Eiri Kurahashi
- 2004–2008: Yu–Gi–Oh! GX – Yuuji Ueda als Harrington Rosewood
- 2004–2009: Emergency Room – Die Notaufnahme – Scott Grimes als Dr. Archie Morris
- 2005: Charmed – Zauberhafte Hexen – Kerr Smith als Kyle Brody
- 2005–2007: W.i.t.c.h. als Cedric
- 2006: Dragon Ball GT – Masako Nozawa als Son–Gohan
- 2006: Eureka Seven – Shigenori Yamazaki als Dominic Sorel (1. Stimme)
- 2006: Le Chevalier D’Eon – Yūki Tai als D’Eon de Beaumont
- 2006: ×××HOLiC – Jun Fukuyama als Kimihiro Watanuki
- 2006: Ghost Whisperer – Stimmen aus dem Jenseits – David Lipper als Josh
- 2007: Chrno Crusade als Joshua Christopher
- 2007: Ghost Whisperer – Stimmen aus dem Jenseits – Brad Rowe als Hugh Bristow
- 2007: Desperate Housewives – Josh Henderson als Austin McCann
- 2007: Over There – Kommando Irak – Josh Henderson als Pfc. Bo Rider
- 2007: Justice – Nicht schuldig – Kerr Smith als Tom Nicholson
- 2007–2008: One Tree Hill – Bryan Greenberg als Jake Jagielski
- 2007–2014: It’s Always Sunny in Philadelphia – Glenn Howerton als Dennis Reynolds
- 2007–2015: Psych – James Roday als Shawn Spencer
- 2007–2015: Mad Men – Rich Sommer als Harold „Harry“ Crane
- 2008–2010: Eli Stone – Jonny Lee Miller als Eli Stone
- 2009: Michiko & Hatchin – Masami Iwasaki als Gino Costando
- 2009: Harper’s Island – C. J. Thomason als Jimmy Mance
- 2009–2013: Gossip Girl – Penn Badgley als Dan Humphrey
- 2009–2013: Chuck – Ryan McPartlin als Devon „Captain Awesome“ Woodcomb
- 2010: Ghost Whisperer – Stimmen aus dem Jenseits – Jeremiah Birkett als Nick Sexton
- 2010: Vampire Diaries – Sean Faris als Ben McKittrick
- 2010–2023: Navy CIS: L.A. – Eric Christian Olsen als LAPD Detective Marty Deeks
- 2011–2019: Ninjago – Brent Miller als Zane Julien (1. Stimme)
- 2011: Spartacus: Gods of the Arena – Dustin Clare als Gannicus
- 2011–2013: Falling Skies – Peter Shinkoda als Dai
- 2011–2016: Nurse Jackie – Peter Facinelli als Dr. Fitch Cooper
- 2012–2017: Girls – Alex Karpovsky als "Ray Ploshansky"
- 2012–2018: New Girl – Max Greenfield als Schmidt
- 2012–2017: Pretty Little Liars – Ian Harding als Ezra Fitz
- 2013: Dallas – Josh Henderson als John Ross Ewing III
- 2013–2019: Elementary – Jonny Lee Miller als Sherlock Holmes
- 2014–2022: The Walking Dead – Seth Gilliam als Gabriel Stokes
- 2015: American Horror Story – Max Greenfield als Gabriel
- MTV Masters: Off-Stimme
- seit 2018: You – Du wirst mich lieben – Penn Badgley als Joe Goldberg
- seit 2024: X-Men ’97 – Ray Chase als Scott Summers / Cyclops

### Videospiele
- 2015: Lego Dimensions – als Zane Julien

### Hörspiele
- Wendy: Robin Mahler

## Synchronregisseur (Auswahl)
- 2016–2019: Marvel’s Agents of S.H.I.E.L.D. (auch Dialogbücher)
- 2016: Doctor Strange (Co-Regie mit Björn Schalla)
- 2017–2023: Navy CIS: L.A.
- 2020: Star Wars Resistance
- 2021–2024: Star Wars: The Bad Batch
- 2021: Shang-Chi and the Legend of the Ten Rings (auch Dialogbuch)
- seit 2022: Star Wars: Geschichten… (nur Dialogbücher in Staffel 1, nur Regie in Staffel 2)
- 2023: Secret Invasion
- 2024: Echo
- seit 2024: X-Men ’97
- 2024: The Acolyte
- seit 2025: Der freundliche Spider-Man aus der Nachbarschaft
- 2025: Captain America: Brave New World